# Petros (Tennessee)
Petros – jednostka osadnicza w Stanach Zjednoczonych, w stanie Tennessee, w hrabstwie Morgan.